# مرسيدس-بنز الفئة جي
مرسيدس بنز الفئة جي (بالإنجليزية: Mercedes-Benz G-Class) هي سيارة من صناعة مرسيدس بنز أنتجت في 1979 لتكون مركبة ملائمة للسير على الطرق الوعرة والتضاريس القاسية. بدأَ إنتاج الجيل الثاني عام 1990 وجاء بالعديد من التعديلات التي زوّدته بالتقنيات المتطوّرة والتصاميم المعاصرة، لم يتغيّر شكل السيارة الخارجي كثيراً منذُ عام 1979، حيثُ حافظت على تصميمها الذي يؤكّد على صلابة المركبة ويُبرز قدراتها في السير على الطرق الوعرة. تمنح مقصورة السيارة الداخليَّة ركابها مجال رؤية استثنائي بمستوى النوافذ المنخفض والمقاعد المرتفعة، التي تتمتع بقابليتها للتدفئة والتبريد وَالتي يتمّ التحكّم بها كهربائياً.

## التاريخ

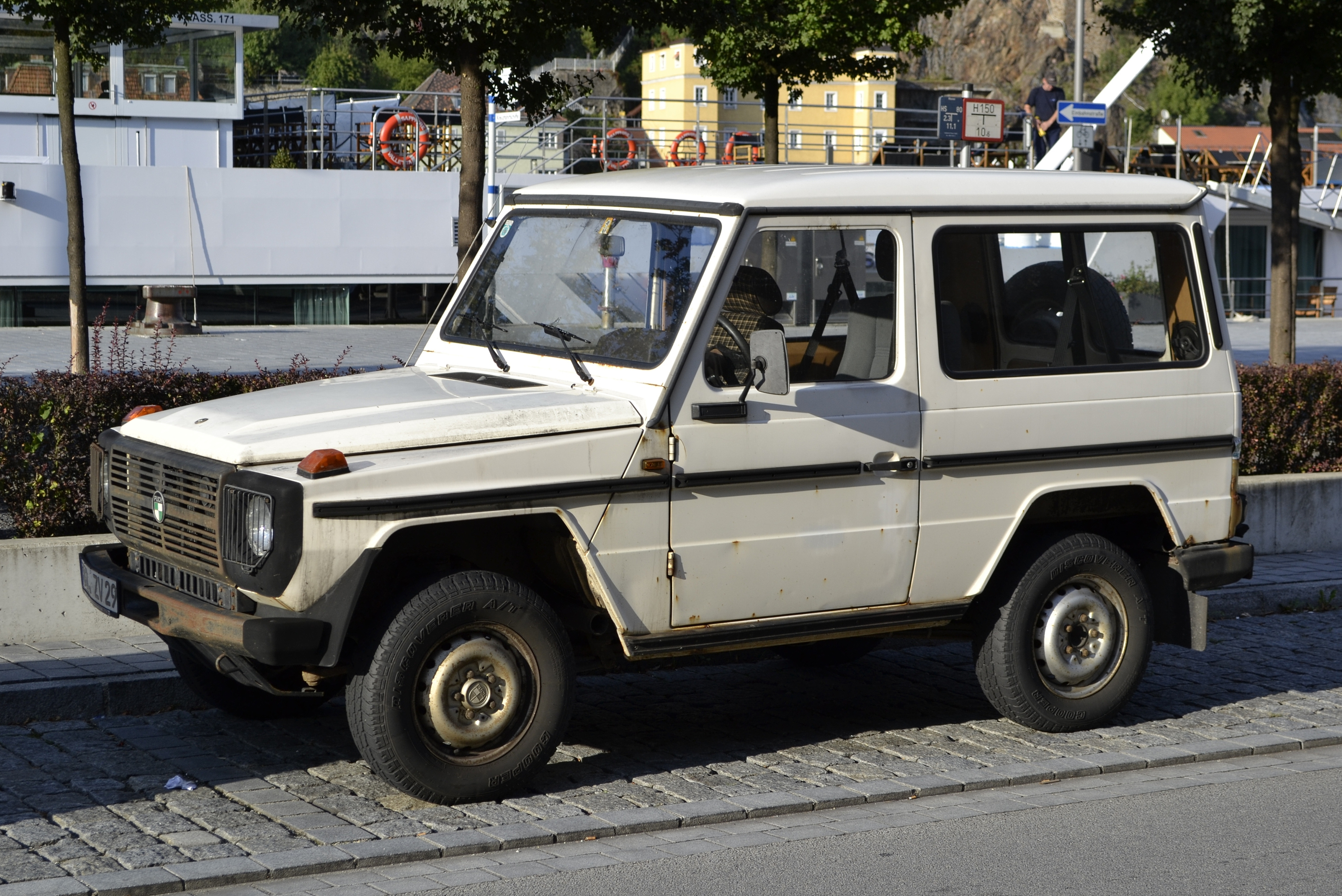
بوخ جي

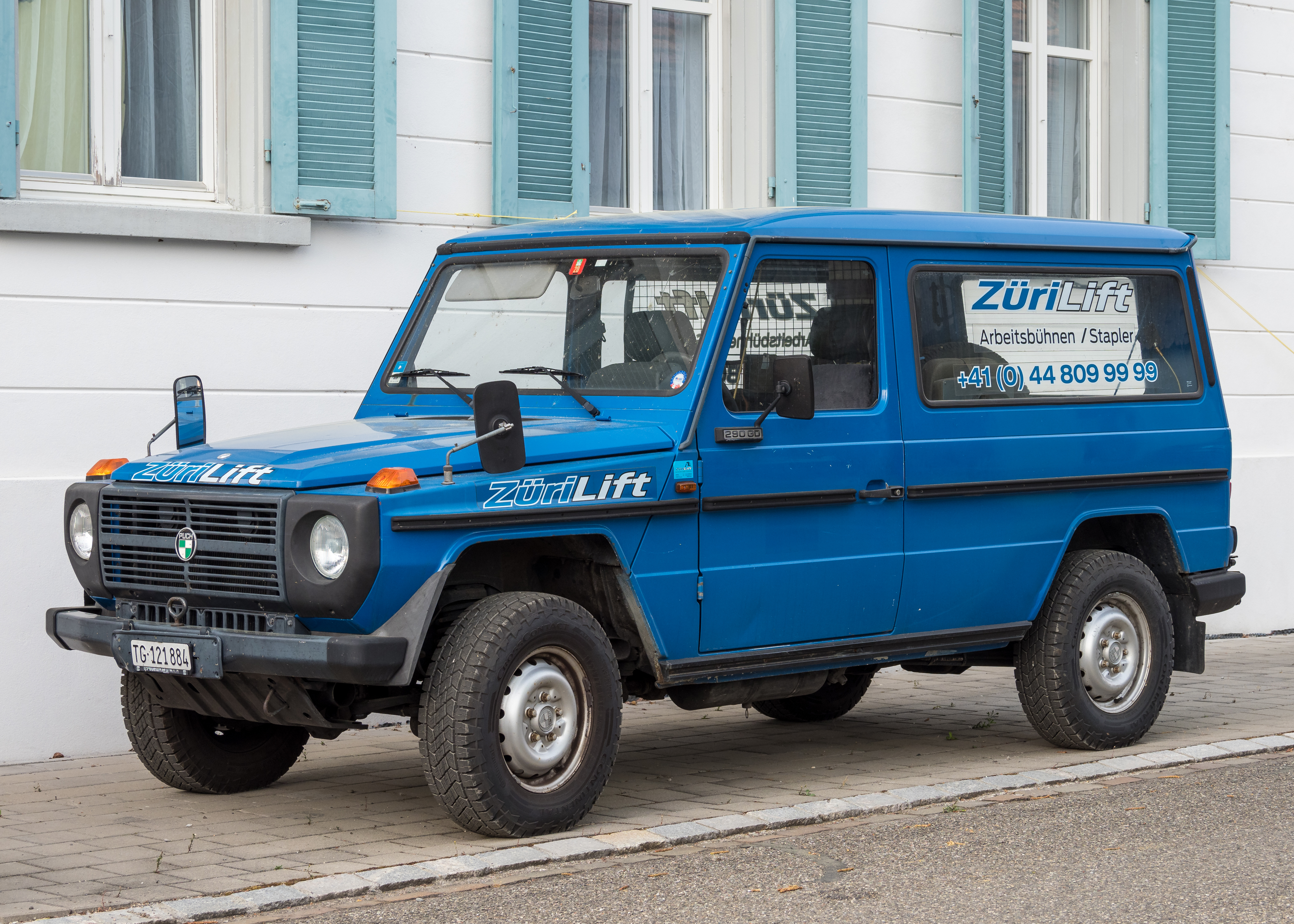
شتاير دايملر بوخ "290 جي دي"

تمَّ تطوير جي كلاس كمركبة عسكرية بناءً على اقتراح من شاه إيران الذي كانَ مساهمًا كبيرًا في مرسيدس،  وعرضت نسختها المدنيَّة في 1979، وحصلت بيجوت على ترخيص لتصنيعه في فرنسا باسمِ «بيجوت بي 4»، وكانَ أول جيش في العالم يستخدمه هو الجيش الأرجنتيني ابتداءً من عام 1981 الطراز العسكري 461.
بدأَ تطوير جي كلاس في عام 1972 باتفاقية تعاونية بين دايملر وشتاير دايملر بوخ في غراتس، حيثُ كانَ مهندسو مرسيدس-بنز في شتوتغارت مسؤولين عن التصميم والاختبار، بينما تولَّى الفريق في غراتس وضع خطط الإنتاج، وتمَّ تقديم أول نموذج دايملر في 1973، وبدأت الشركة بإنشاء مصنع جديد في غراتس، لتجميع السيارة الجديدة يدويًا في 1975، وبدأت إنتاج «الفئة جي» في غراتس في 1979، وفي 1980 تسلم الفاتيكان سيارة «جي واجن» صنعت بشكلٍ خاص له، وجهزت بسطح بلاستيكي حراري شفاف، وعرفت باسمِ «بابا جي» ولاحقاً نُقلت إلى متحف مرسيدس بنز في شتوتغارت، ألمانيا.
تمَّ إدخال التحسينات الرئيسيَّة الأولى في 1981 في ناقل الحركة الأوتوماتيكي، وتكييف الهواء، وخزان الوقود الإضافي، وشبكات المصابيح الأماميّة الواقية، وفي عام 1982 تمَّ تقديم «جي إي 230»،  بمقاعد أمامية أكثر راحة، وتدفئة إضافية، وإطارات أوسع، وبحلول 1986 تمَّ إنتاج أكثر من 50 ألف سيارة من فئة جي.
في 1989 للاحتفال بالذكرى السنويَّة العاشرة لفئة جي، أعلنت الشركة عن طراز جديد متغير معَ دفع رباعي دائم، ومقصورة داخلية خشبية ونظام مكابح اختياري مانع للانغلاق، وبدأَ إنتاجها في أبريل التالي، وفي 1992 قدمت نظام تثبيت السرعة، وإطار احتياطي من الفولاذ المقاوم للصدأ، وفي العام نفسه، تم إنتاج السيارة رقم 100,000 من الفئة جي في غراتس، وفي 1994 تمَّ تغيير اسم خط الطراز رسميًا إلى «جي كلاس» وأصبحت المكابح القرصية الأماميّة المهواة والوسادة الهوائيّة للسائق نظام قياسي، وفي 1996 تم تقديم ناقل حركة أوتوماتيكي بخمس سرعات، وتمَّت إضافة غسالات المصابيح الأماميّة ونظام تثبيت السرعة ووسادة هوائية للراكب الأمامي.

## دبليو 460 (1979-1992)
تمَّ تقديم دبليو 460 في حدثُ صحفي أُقيمَ على أرض اختبار الطرق الوعرة في تولون بفرنسا، وطُرحت للبيع في سبتمبر 1979 بثلاثة خيارات للمحرك وخمسة أجسام مختلفة، وعلى مدار العقد تمَّ توسيع خيارات المحرك وناقل الحركة وتحديثها، وإضافة وسائل راحة اختياريةٍ بتكلفة إضافيَّة مثل تكييف الهواء وناقل الحركة الأوتوماتيكي والنوافذ الكهربائية.
اكتسبت جي واجن شهرة عالمية في 1980 عندما أنتجت مرسيدس سيارة «بوب موبيل» على أساس 230 جي كابريوليه خِلال الزيارة الأولى للبابا يوحنا بولس الثاني في ألمانيا.
لم تصدر مرسيدس-بنز جي واجن رسميًا إلى الولايات المتَّحدة، وخِلال الثمانينات أحضر متخصصو الاستيراد «دبليو 460» إلى الولايات المتَّحدة وقاموا بتعديلها لتتوافق معَ اللوائح الأمريكية، وفي 1988 تم تحديث قانون «الامتثال لسلامة المركبات» الفيدراليّ وشددت لوائحه على الواردات، ممَّا جعل الأمر أكثر صعوبة للمستوردين إستيراد «دبليو 460»، وكانت المشكلة الأُخرى هي المحرّكات الضعيفة بشدَّة في «جي إي 230» و«جي إي 280» و«جي دي 300» التي لا تروق للأمريكيين كما كانَ الحال معَ مرسيدس بنز 380 إس إي إل في أوائل الثمانينات.
تمَّ تصميم «جي إي 200» خصيصًا للأسواق الإيطاليَّة وأسواق أُخرى، بعدَ فرض غرامة ضريبية كبيرة على المحرّكات التي تزيد سعتها عن 2 لتر، وكانَ «جي دي 300» هو الطراز الأكثر شعبية بينما كانَ «جي إي 280» هو الأقوى.

### الاشتقاقات

#### جي واجن دبليو 462
تمَّ تجميع هذا الطراز من «سي دي كي» بواسطة اليونانية لصناعة المركبات، في سالونيك للجيش اليوناني. وتمَّ تجميع «سي دي كي» أيضًا في مصنع مرسيدس بنز آق سراي في تركيا، وكان المحرك بنزين مضمّن رباعي الأسطوانات سعة 2.3 لتر، وديزل مضمن بخمس أسطوانات سعة 2.9 لتر.

#### بيجو بي 4 (1981-1988)
تمَّ تجميع دبليو 460 في فرنسا بموجب ترخيص من شركة بيجو للجيش الفرنسيّ بمحرك بيجو 504 وناقل حركة من بيجو 604، ويُمكن التعرف عليها بسهولة عبر المصابيح الأماميّة المستطيلة.

#### بوش جي (1979-2000)
نصت الاتفاقيَّة بين «دايملر بنز» و«شتاير دايملر بوخ» على بيع «جي واجن» في النمسا وسويسرا ويوغوسلافيا ومنغوليا وأوروبا الشرقيَّة.

## دبليو 461 (1992 إلى الوقت الحاضر)
بعدَ تقديم دبليو 463 الجديد في عام 1989 بهيكل محدث على نطاق واسع ونهاية أمامية منقحة،
توقف إنتاج دبليو 460 في 1991 وتمَّ استبداله بطراز «دبليو 461» وَالتي صُممت خصيصًا للسلطات العسكريَّة والسُلطات العامَّة والمنظّمات غير الحكومية، وخلال التسعينات تمَّ تقديم دبليو 461 بمحرك بنزين رباعي الاسطوانات بسعة 2.3 لتر ومحرك ديزل سعة 2.9 لتر من 1992 إلى 2001، ومن 2001 إلى 2014 تمَّ تقديم طراز دبليو 461 للسلطات العسكريَّة والعامة بمحرك توربو ديزل مضمن بسعة 2.7 لتر، ولاحقًا بمحرك توربيني سداسي الأسطوانات بسعة 3.0 لتر، وكان يُطلق عليهم «جي 270 سي دي آي» ووركر (2001-2006) و«جي 280 سي دي آي» ووركز (2007-2009) على التوالي.
على مر السنين، قدمت مرسيدس-بنز النسخة المدنيَّة من دبليو 461، وَالتي سميت باسمِ «بي يو آر» أو بروفيشنال، وفي 2009 احتفلت مرسيدس-بنز بالذكرى الثَّلاثينَ لتأسيس جي كلاس، وقدمت «جي 280 سي دي آي» على أساس عربة ستيشن واغن بقاعدة عجلات طويلة بخمسة أبواب. ويُمكن للمستهلكين طلب «حزمة الطرق الوعرة 1» أو «حزمة الطرق الوعرة 2»، وتحتوي مقصورة الركاب على أربعة مقاعد منجدة بنسيج شديد التحمل أو فينيل، وأغطية أرضية مطاطية، وأدوات تحكم مقاومة للرذاذ ومقاومة للماء، وفتحات تصريف، وأرضية خشبية في حجرة التحميل، وتلقت لوحة القيادة مجموعة أدوات جديدة وأكياس هوائية مزدوجة، وظل نظام التحكم في المناخ يعمل يدويًا وكذلك نوافذ وأقفال النوافذ. وتلقّى التصميم الخارجي شعلة قوس العجلة المرنة، وشبكات واقية للمصابيح الأماميّة والخلفية، ومؤشرات إشارة الانعطاف الأمامية، وغطاء محرك السيارة، ورافعة سحب متصلة بالمصد الأمامي، وبابين في الخلف.
أصدرت الشركة «جي 280 سي دي آي» بروفيشنال في 2009 وتبعها طراز «جي 300 سي دي آي» بروفيشنال في 2010. وفي البداية اقتصر الطراز «جي 280 سي دي آي بروفيشنال» على عربة ستايشن واغن بقاعدة عجلات طويلة بخمسة أبواب، قبل أنَ توسع بدائل الجسم إلى خمسة أشكال مختلفة للجسم: شاحنة بقاعدة عجلات طويلة بثلاثة أبواب، وعربة ستايشن واغن بقاعدة عجلات طويلة بخمسة أبواب، وشكلين كابريوليه باب واحد، وشاسيه كابينة ببابين وأربعة أبواب. وقد أستمر إنتاج البديل المدني حتَّى 2014، ومع ذلك فإنَّ البديل العسكري مستمر حتَّى يومنا هذا.

## دبليو 463 الجيل الأول (1990–2018)
أُجريت تعديلات واسعة على طراز 1990، المَعْروفَةِ باسمِ «دبليو 463» ونقلت من غرض المنفعة والتقشف إلى الطراز الفاخر معَ مرسيدس بنز الفئة إس ورينج روفر الفاخرة. ولم تقدم مركبات بثلاثة أبواب وبقاعدة عجلات قصيرة وطويلة، وأقتصرت هذه الميزات على «دبليو 461» الذي أستمرت الشركة في إنتاجه كمركبات عسكرية ونفعية للوكالات الحكوميَّة والمنظّمات غير الحكومية.
تضَّمنت الميزات الجديدة نظام منع انغلاق المكابح ونظام دفع رباعي معَ تروس تفاضلية، وتمَّ نقل المحرّكات من دبليو 460 ودبليو 461، ما فيها محركات البنزين «جي إي 200» و«جي إي 230» و«جي إي 300»، ومحركات الديزل «جي دي 250» و«جي دي 300»، وفي 1994 أُعيد تسمية جي واجن إلى «جي كلاس».

### الموديلات
كانَ لدى دبليو 463 أكبر عدد من الاشتقاقات في الهيكل مقارنة بأي سيارة مرسيدس-بنز:
- كابريوليه ببابين
- عربة ستيشن بثلاثة أبواب بقاعدة عجلات قصيرة.
- شاحنة بيك آب بأربعة أبواب بست عجلات (مرسيدس- أي أم جي جي 63‏ 6x6).
- كابريوليه بأربعة أبواب معَ قاعدة عجلات ممتدة (مرسيدس مايباخ جي 650 لانداوليت).[15][16]
- عربة ستيشن بخمسة أبواب بقاعدة عجلات طويلة.[17]
- عربة ستيشن بخمسة أبواب معَ قاعدة عجلات ممتدة (تمَّ تصنيعها خصيصًا بواسطة أي أم جي).
- عربة ستيشن بخمسة أبواب بقاعدة عجلات طويلة ومسار موسع (مرسيدس بنز جي 500‏ 4x4²).[18]

### التحديثات (1990–2018)
قبل 2003
- الطول :4,661 مـم (183.5 بوصة)
- الوزن :1,760 مـم (69.3 بوصة)
- الارتفاع :1,836 مـم (72.3 بوصة)

2004–09
- الطول : 4,714 مـم (185.6 بوصة) (إل دبليو بي)
- الوزن :1,811 مـم (71.3 بوصة)
  - أي أم جي: ‏ 1,864 مـم (73.4 بوصة)
- الارتفاع :1,976 مـم (77.8 بوصة)

2010–18
- الطول : 4,686 مـم (184.5 بوصة)
- الوزن : 1,824 مـم (71.8 بوصة)
  - أي أم جي: ‏ 1,857 مـم (73.1 بوصة)
- الارتفاع : 1,930 مـم (76.0 بوصة)

## دبليو 463 الجيل الثاني
أطلقت مرسيدس-بنز الجيل الثاني من الفئة جي «دبليو 463» في 14 يناير 2018 في معرض أمريكا الشمالية الدولي للسيارات في ديترويت. وقُدمت الفئة الجديدة بزيادة في العرضُ 121 ملم وفي الطول 53 ملم، وتمَّ زيادة ارتفاع الركوب بمقدار 6 ملم. وتهدف الزيادة في العرضُ لزيادة ثبات القيادة، وللحماية من الصدمات الجانبية، ولمزيد من الراحة عند الجلوس، ويعودَ الطول المُتزايد خاصةً في المقدمة إلى لوائح «سلامة تصادم المشاة الجديدة لعام 2019 في الاتِّحاد الأوروبي» حيثُ لم يكن لدى الجيل السابق مساحة مفتوحة كافية بين مقدمة السيارة والمكونات الصلبة الموجُودة أسفل منطقة الانهيار لتخفيف الإصابة على المشاة.
| الطراز                | السنوات    | الأنواع                                               |
| --------------------- | ---------- | ----------------------------------------------------- |
| جي 350                | 2020-حالياً | 9 سرعات أوتوماتيكي ‏ 9 جي- ترونيك                      |
| جي 500/جي 550         | 2018–حالياً | 9 سرعات أوتوماتيكي ‏ 9 جي- ترونيك                      |
| مرسيدس-أي أم جي جي 63 | 2018–حالياً | 9 سرعات أوتوماتيكي أي أم جي ناقل السرعة تي سي تي 9 جي |
| جي 350 دي             | 2019–حالياً | 9 سرعات أوتوماتيكي ‏ 9 جي- ترونيك                      |
| جي 400 دي             | 2019–حالياً | 9 سرعات أوتوماتيكي ‏ 9 جي- ترونيك                      |

### الأمان
| الاختبار        | النقاط    | %         |
| --------------- | --------- | --------- |
| إجمالاً:         | 5/5 stars | 5/5 stars |
| راكب بالغ:      | 34.6      | 90%       |
| راكب طفل:       | 40.8      | 83%       |
| المشاة:         | 37.5      | 78%       |
| مساعدة السلامة: | 9.4       | 72%       |

### الجيل الجديد
في عام 2019 أطلق الجيل الجديد من جي كلاس بتغييرات جذرية،  ممثلة في الشكل الخارجي حيثُ تمَّ تغيير الشبك الأمامي والمصابيح الأماميّة وكذلك الحال بالنسبة للمصابيح الخلفية، اما داخلية السيارة فقد تمَّ تطويرها بالكامل لتصبح مشابهه لسيارات الفئة مرسيدس بنز الفئة إس من حيثُ حجم الشاشات والإضاءة الداخليَّة التي يُمكن التحكم في لونها وهي أول مرَّة يتم إَضافة هكذا مميزات للفئة جي.

### التصميم الخارجي
حافظت سيارة جي كلاس موديل 2019 على هوية تصميمها العريق التي ظهرت بها لأول مرَّة في عام 1979 على شكل صندوقي، ليتم تحديث شبكها الأمامي بشكلٍ بسيط وتوزيدها بمصابيح أمامية دائرية بإضائة جديدة، كما زودت جي كلاس الجديدة بصادم أمامي وخلفي جديدين من الجوانب وهو دائري التصميم ليوفر قدر أكبر من الديناميكية الهوائية، ومن الخلف تمَّ تجديد المصابيح والباب الخلفي تمَّ تحديثه.

### القوَّة والأداء
تتوفر مرسيدس جي كلاس 2019 بنسختين.
- مرسيدس جي 500 2019 النسخة القياسية حيثُ تعتمد على محرك ثُماني الإسطوانات سعة 4 لترات معَ شاحن توربيني مزدوج يولد قوة 416 حصان و610 نيوتن متر من عزم الدوران، يتصل بصندوق تروس (جير) أوتوماتيكي من 9 سرعات.
- مرسيدس جي 63 أي أم جي 2019 تعتمد على محرك ثُماني الإسطوانات سعة 4 لترات معَ شاحن توربيني مزدوج يولد قوة 577 حصان و850 نيوتن/متر من عزم الدوران، يتصل بصندوق تروس (جير) أوتوماتيكي من 9 سرعات، لتتسارع السيارة التي تعمل بنظام دفع رباعي للعجلات من 0 إلى 100 كم/س في 4.5 ثانية، وتبلغُ سرعتها القصوى المُحدِّدة إلكترونياً 220 كم/س، وفي حال طلبها معَ حزمة أي أم جي ترتفع السرعة القصوى إلى 240 كم/س.

### المقصورة الداخليَّة
تمَّ تحديث المقصورة الداخليَّة كلياً في الجيل الجديد من جي كلاس وهو التحديث الجذري الأول من نوعه الذي يطرأ على السيارة منذُ صدورها، عبر إضافة العديد من المزايا والاعتماد على الشاشات الكبيرة عوضاَ عن شاشة واحد في الأجيال السابقة، وأيضاً إضافة خطوط «إل إي دي» للإضاءة الداخليَّة وَالتي بدورها يُمكن أنَ يتم التحكم في لونها وشدة إضاءتها، أيضًا تمَّ تغيير شكل الجير وفتحات التكيف ولوحة التحكم والعدادات التي أصبحت إلكترونيَّة بالكامل.

## المشغلون العسكريّون

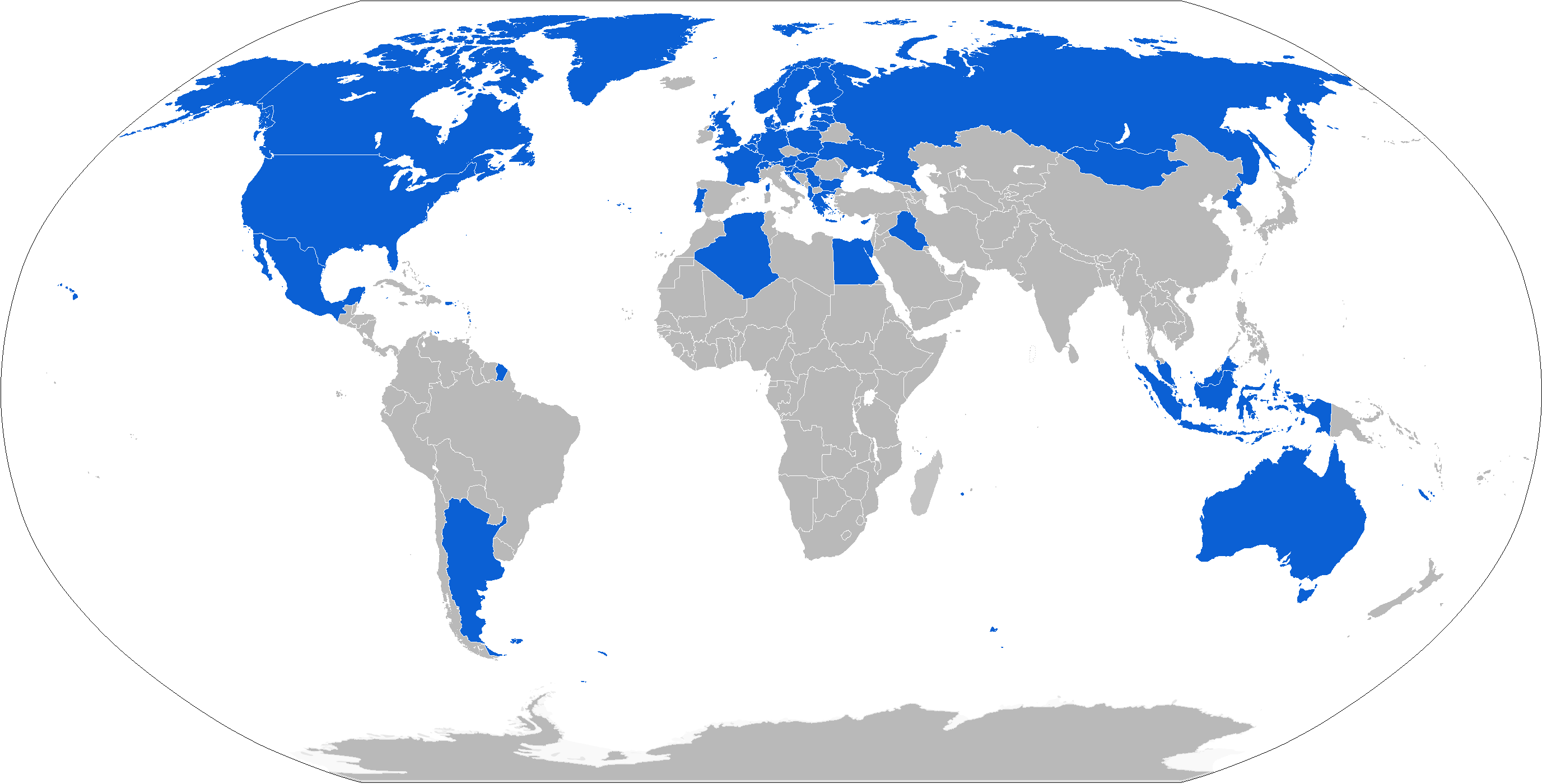
خريطة لمشغلو مرسيدس-بنز جي كلاس العسكريون

- ألبانيا:  يستخدم الجيش الألباني مركبات الفئة جي منذُ 2010.
- الجزائر منذُ 2010 تستخدم القوات البرية الجزائرية والدرك الوطني الجزائري والشرطة الجزائرية عدَّة موديلات من الفئة جي، وتُصنع معظمها في مصنع بوشكيف تيارت المملوك للجيش الجزائري.
- الأرجنتين : يستخدم الجيش الأرجنتيني منذُ الثمانينات طراز «إم بي-230 جي» بهيكل قصير وطويل لأغراض مختلفة.[25]

- أستراليا في أكتوبر 2007، أصبحت مرسيدس-بنز المفضلة لقوة الدفاع الأسترالية لتحل محل أسطول «لاند روفر بيرنتي».[26] وفي أكتوبر 2008 تمَّ توقيع عقد مبدئي يشمل 1200 مركبة.[27] وتمَّ شراء 2268 مركبة بعشرة أنواع مختلفة بما فيها 6×6.[28][29] وتُعد أُستراليا أول زبون عسكري يستلم مركبات 6×6، وهي أول مركبات عسكرية بست عجلات صنعتها مرسيدس بنز منذُ عام 1941.[30]
- النمسا تستخدم القوات المسلحة النمساوية نماذج مختلفة من «بوخ جي» منذُ فترة طويلة.

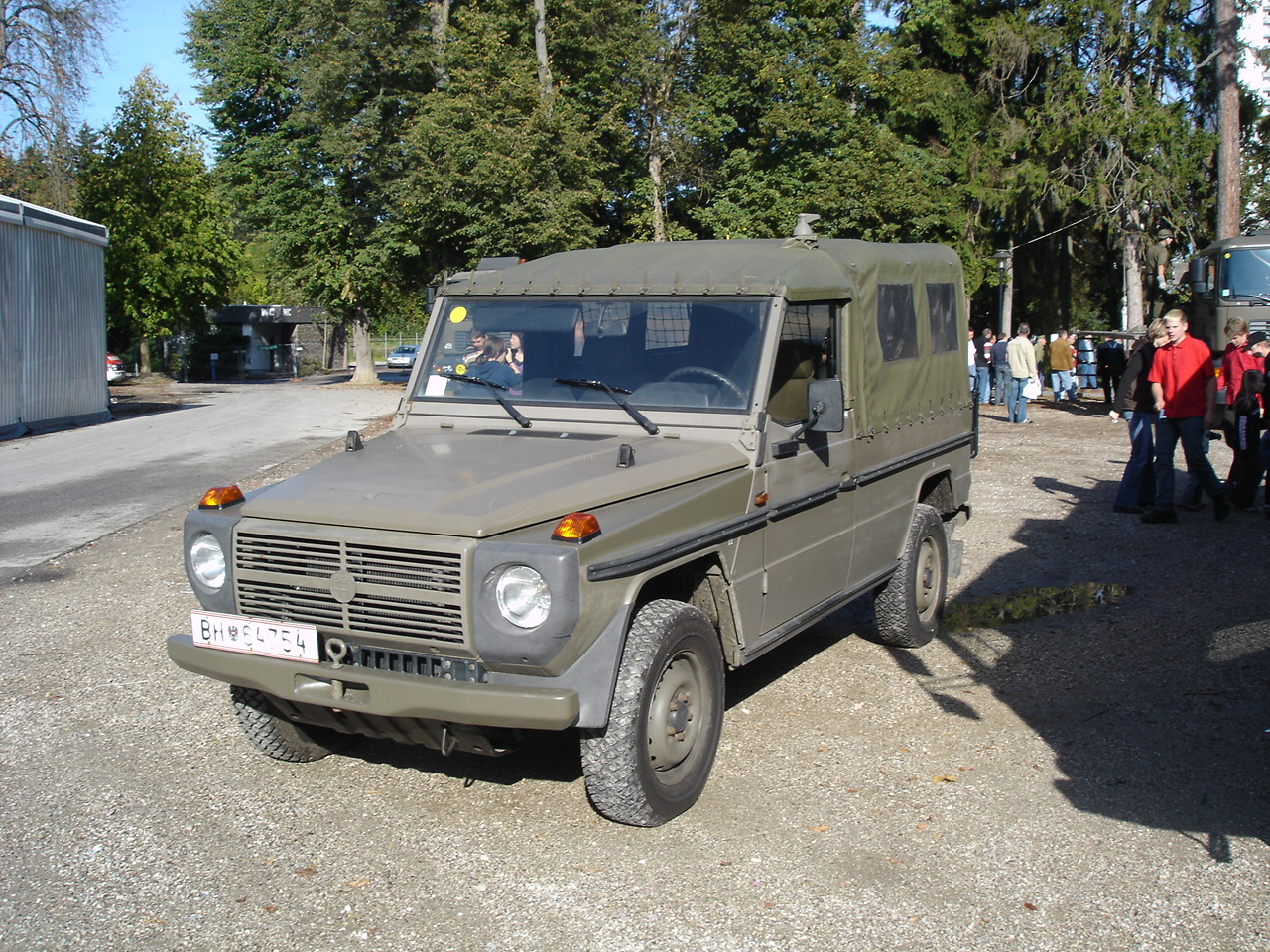
بوخ جي من تستخدمها القوات المسلحة النمساوية.

- بلجيكا تستخدم الشرطة البلجيكية طرازات جي 500 الأولى.
- بلغاريا يستخدم الجيش البلغاري أكثر من 600 مركبة في تكوينات مختلفة معظمها مسلح.

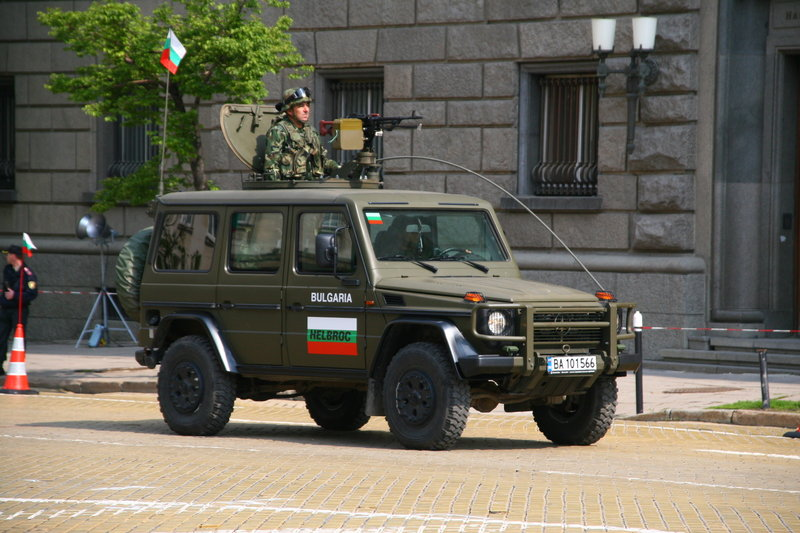
مركبة تابعة للجيش البلغاري فئة جي

- كمبوديا اشترت قوات الدرك الملكيّة في كمبوديا 30 عربة مرسيدس بنز الفئة جي.
- كندا طلب الجيش الكندي 1159 مركبة بداية من أواخر عام 2003.[31] ويُمكن لثلاثة جنود تركيب أو فك المدرعة خِلال 8 ساعات.[32]

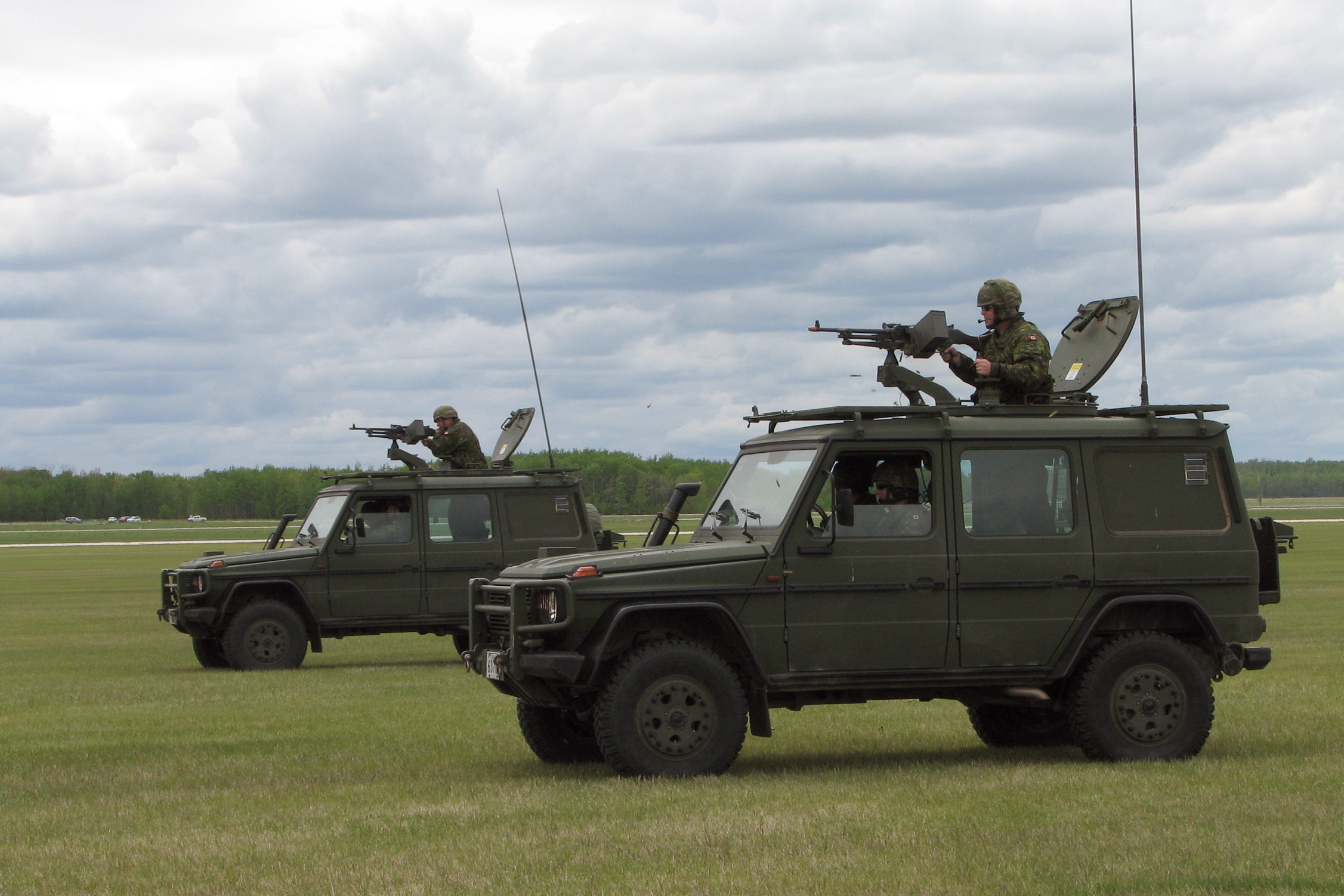
جي واجنز تابعة للجيش الكندي

- كرواتيا اشترت كرواتيا 300 إلى 320 مركبة لاحتياجات الجيش الكرواتي، وتسلمت 30 مركبة إضافية من طراز «آر جي-31» لعملياتها في أفغانستان، وتستخدم كرواتيا مزيجًا من مركبات 4×4 في عمليات حفظ السلام وتُعد الفئة جي خيار شائع جدًا للجيش الكرواتي.
- الدنمارك اشترى الجيش الدنماركي عبرات «جي دي 240» لتحل محل فولكس فاجن 181 (M151A1) ولاند روفر 88.[33] وتسلمت الدفعة الأولى من «جي دي 240» في عام 1985، وبعد ذلك تسلمت «جي دي 290» ووضعت أكثر من 1300 في الخدمة، وتستخدم عدد قليل من «300 جنرال إلكتريك» بشكلٍ رئيسي لخدمات التخلص من الذخائر المتفجرة.[34]
- تيمور الشرقية تستخدم وحدات جيش قوة دفاع تيمور الشرقيَّة مركبات الفئة جي.
- مصر يستخدم الجيش المصري حاملة أفراد مصفحة جي 320 (4×4) صُممت كمشروع خاص عبر «مصنع قادر للصناعات المتطورة»، وهي تعتمد على هيكل السيارة الألمانيَّة التجاريَّة «مرسيدس بنز إم بي 320 جي (4×4)» الخفيفة، معَ تعديل إطار الهيكل لتحمل وزن إضافي.[35]
- إستونيا تمتلك القوات المسلحة الإستونية عددًا صغيرًا من مركبات الفئة جي المختلفة، وَالتي تمَّ شراؤها لتحل محل مركبات يو أي زي وفولكس فاجن إيلتيس القديمة.
- فنلندا يستخدم الجيش الفنلندي «جي واجن في» الغالب كعربات مصفحة وسيارات إسعاف.

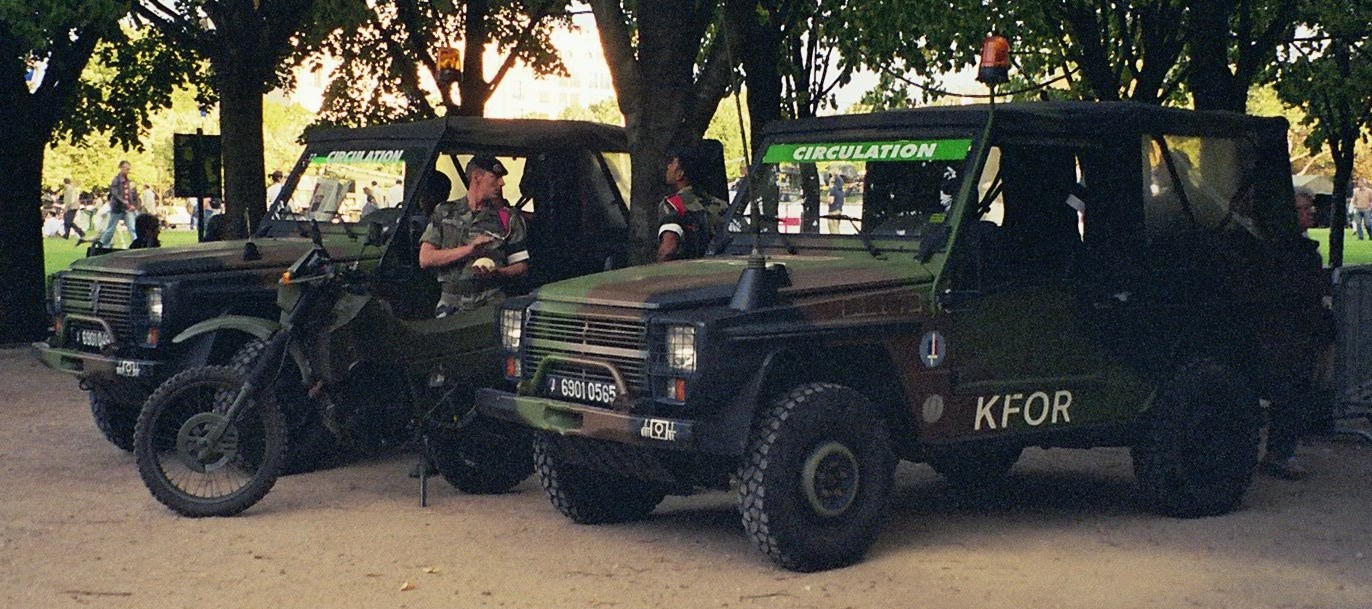
"بيجو بي 4" تابعة للجيش الفرنسي

- فرنسا يمتلك الجيش الفرنسي سيارات «بيجو بي 4» وهي مشتقة من الفئة جي ومزودة بمحرك ومعدات بيجو.

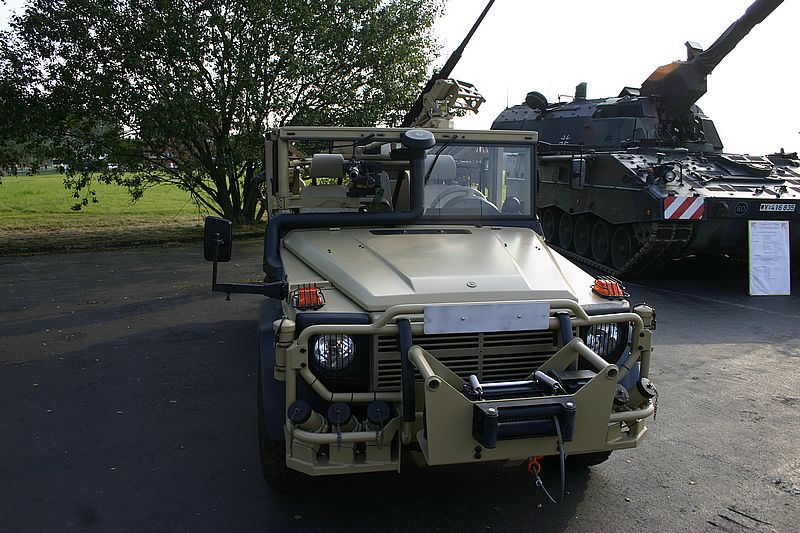
عربة مشاة خفيفة للقوات الخاصة الألمانية

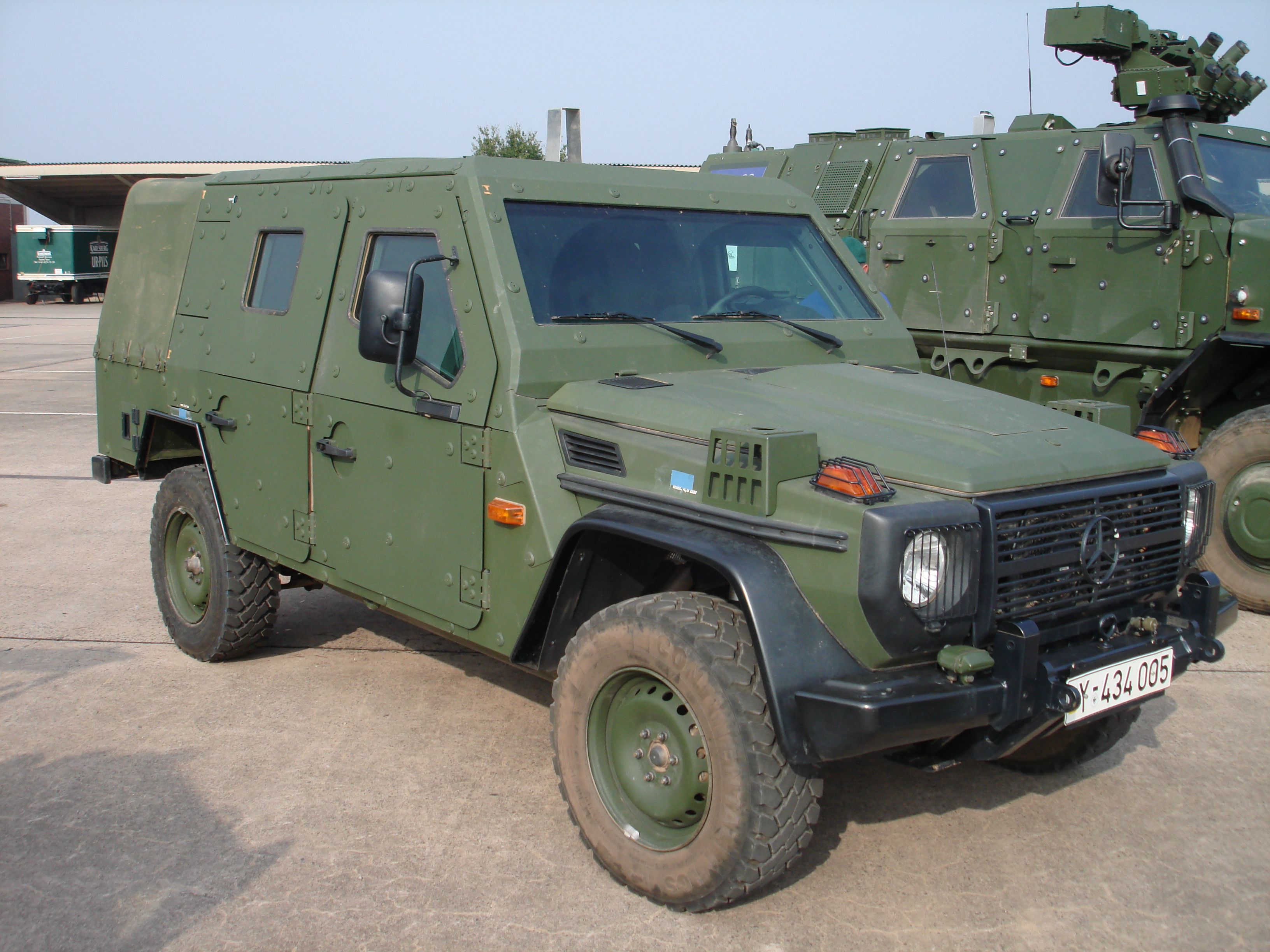
أحدث طراز مدرع للجيش الألماني

- ألمانيا تستخدم القوات المسلحة الألمانية الفئة جي تحت اسم «وولف»، وتمَّ تسليم أكثر من 12 ألف مركبة بأكثر من 50 نسخة، ويتراوح استِخدامُها من سيارات الإسعاف إلى المركّبات المدرعة التي تُستخدمها القوات الخاصة الألمانيَّة في السبعينات.

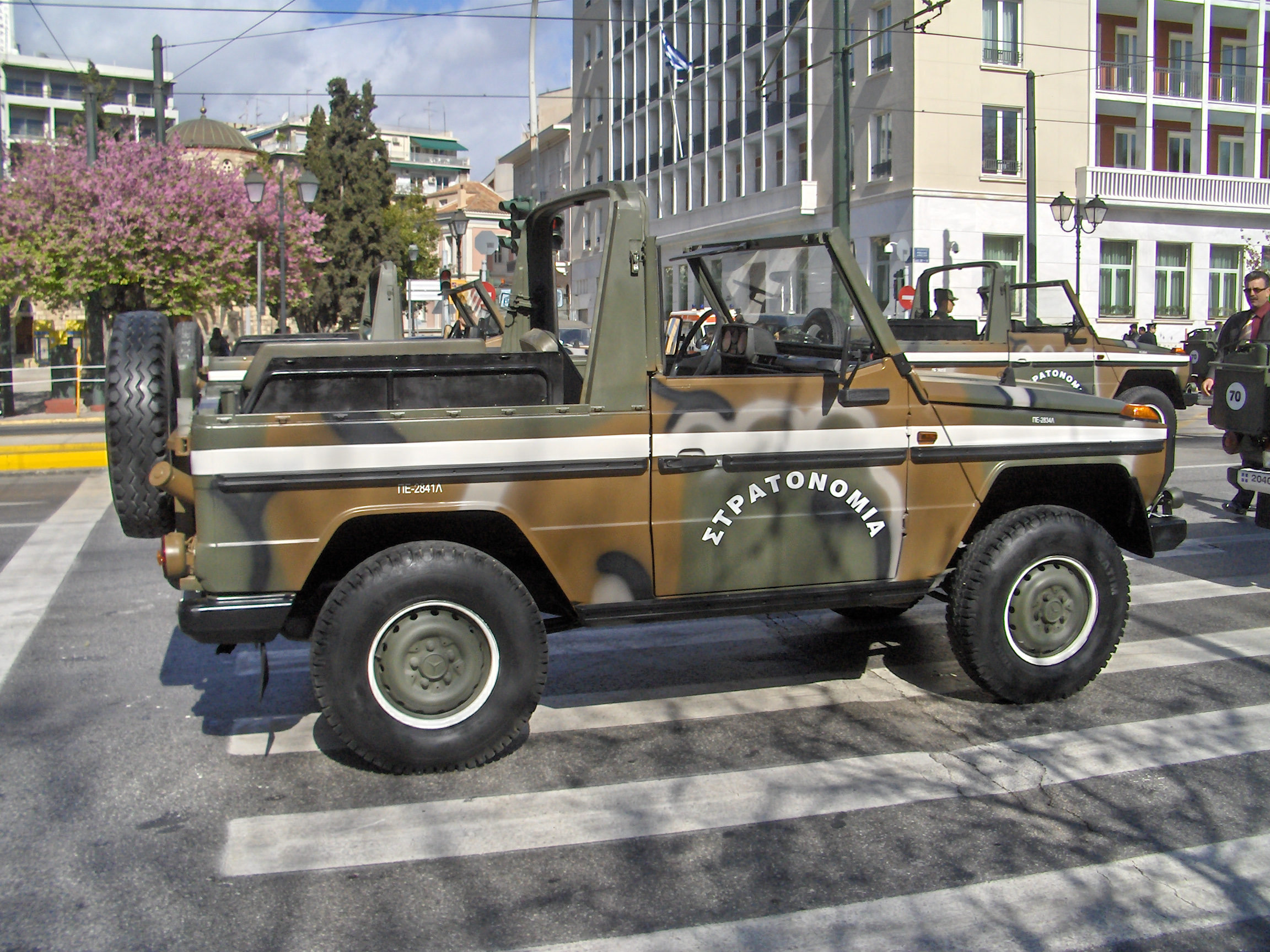
مركبة تابعة للجيش اليوناني بألوان الشرطة العسكرية

- اليونان تستخدم «جي كلاس» في الجيش اليوناني، والقوات الجوية والبحريَّة ولدى الشرطة العديد من إصدارات (462) من «جي واجن» المصنعة من اليونانية لصناعة المركبات.
- المجر تمتلك القوات البرية المجرية 233 عربة من «جي 270 سي دي آي بي أيه 10» وهي مثبتة بمنصة مدفع رشاش خفيف، و5 عربات من جي 280 سي دي آي.
- إندونيسيا تستخدم قوات الأمن الرئاسيَّة الإندونيسيَّة عربات «جي 270 سي دي آي» لأسطولها، وحصلت على 30 عربة من طراز «جي 300 سي دي آي» في عام 2010 لأغراض مرافقة الرئيس ونائب الرئيس.
- العراق تمتلك البشمركة الكردية 60 عربة «وولف» بما فيها 20 مدرعة خفيفة لِلمُساعدة في محاربة قوات داعش.[36]
- أيرلندا استخدم الجيش الأيرلندي عددًا من سيارات «جي واجنز» كسيارات إسعاف.
- لاتفيا تستخدم القوات البرية والحرس الوطني اللاتفي أنواع مختلفة من «جي واجن» بما فيها المدرعات.
- ليتوانيا تستخدم القوات المسلحة الليتوانية حوالي 200 مركبة من فئة جي دي وتسلمتها من هولندا في 2016.[37]
- لوكسمبورغ يستخدم الجيش اللوكسومبورغي 300 عربة من «جي واجن».

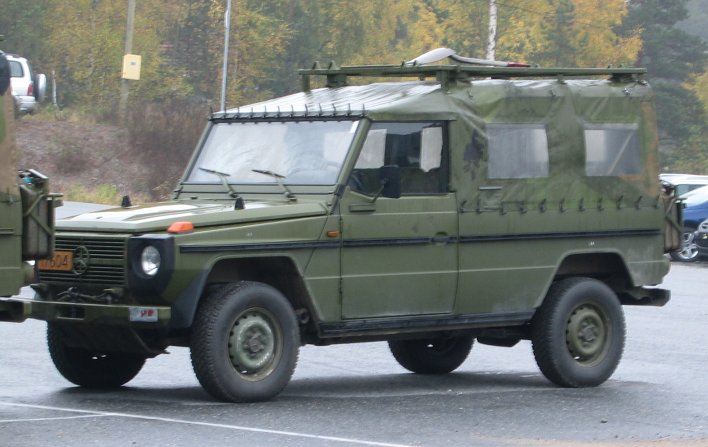
"إم بي 240 جي دي" النرويجية العسكرية

- ماليزيا تقوم شركة «ديفتيك» بتصنيع «جي واجن» محليًا بهيكل «جي دي 280»، [38] منذُ 2001، وتستخدم معَ ستارتيك لاند روفر ديفندر كوسيلة نقل خفيفة للجيش الماليزي.[39]

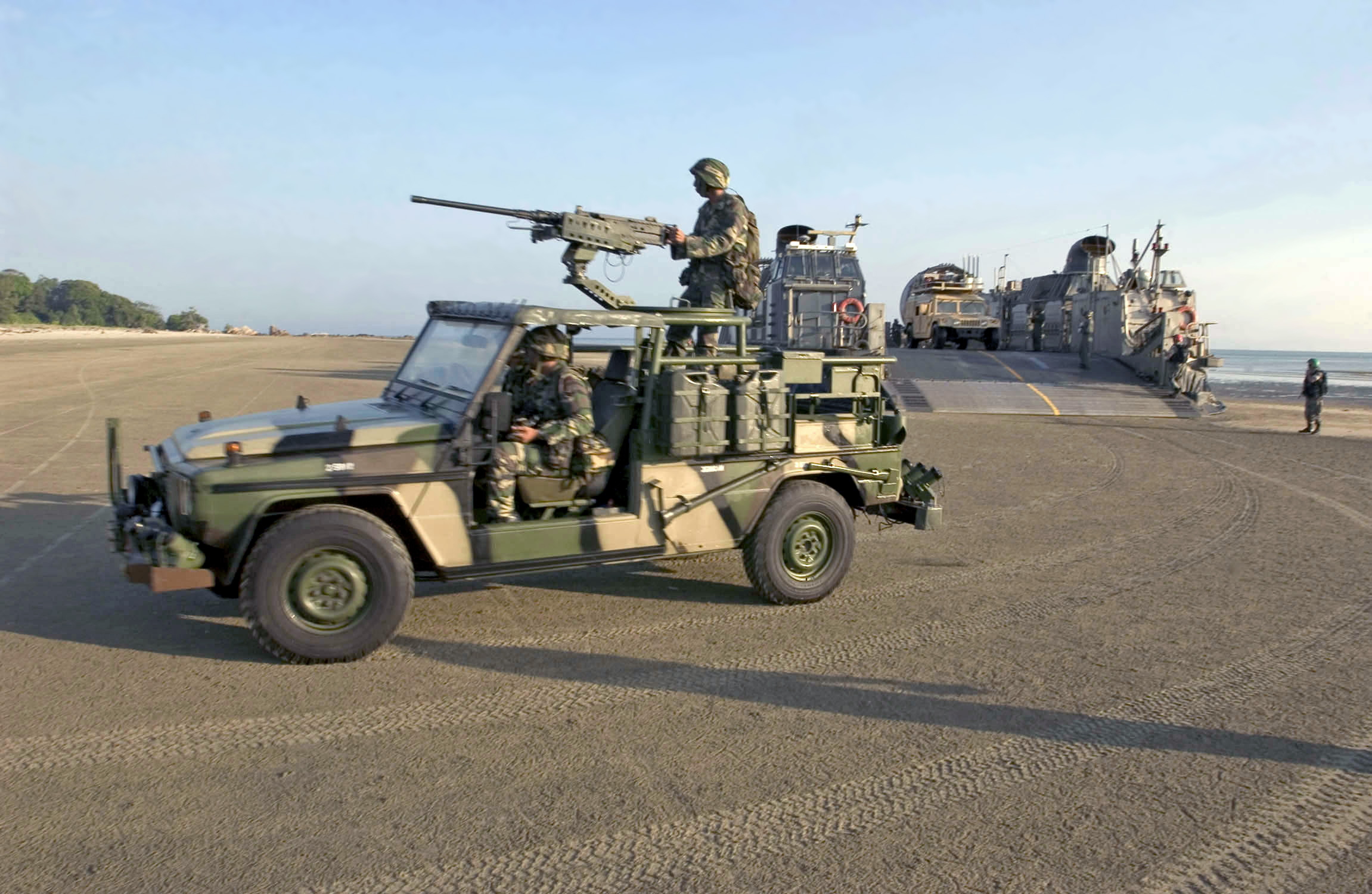
الجيش الماليزي GD290

- المكسيك أعلن وزير الدفاع البحري المكسيكي في عام 2008 عن عقد لشراء أعداد كبيرة من المركّبات العسكريَّة من طراز «جي كلاس» للبحرية المكسيكية، واعتبارًا من 16 مايو 2009 تسلمت البحرية المكسيكيَّة 20 سيارة من أصل 84 سيارة من الفئة جي.[40][41]
- منغوليا تستخدم وزارة الدفاع المنغوليّة 10 مركبات من الفئة جي «وولف» تبرعت بها الحكومة الألمانيَّة في عام 2010.[42]
- هولندا يستخدم الجيش الملكي الهولندي طرازات مختلفة من «الفئة جي» معظمها  «461290 جي دي»، و«290 جي دي تي دي» وطراز «280 سي دي آي» سداسي الأسطوانات بعلبة تروس أوتوماتيكية، وتستخدم الشرطة الهولنديّة والشرطة العسكرية الملكية الهولندية أيضًا فئة جي.
- كوريا الشمالية حصل الجيش الشعبي الكوري على مركبات من «الفئة جي» وَالتي شوهد بعضها في العرضُ العسكري للاحتفال بالذكرى السنويَّة الخامسة والستين لحزب العمال الكوري. وفي جنازة كيم جونغ إل كانت جنازة محاط بمركبات الفئة جي.[43]

## الهياكل
| الرمز | هيكل السيارة                          | قاعدة العجلات | ملاحظات                                                        |
| ----- | ------------------------------------- | ------------- | -------------------------------------------------------------- |
| 1     | قابل للتحويل بزجاج أمامي ثابت         | 2400          | الأنواع المدنيَّة فقط: 460 و463                                  |
| 2     | سيارة نقل                             | 2400          | فقط 460/461 والأنواع العسكرية                                  |
| 3     | ستيشن واجون                           | 2400          | جميع الأنواع باستثناءِ الأنواع العسكريَّة الاحترافية والخط الأخضر |
| 4     | سيارة نقل                             | 2850          | فقط 460/461/محترف/ووركر والنوع العسكري                         |
| 5     | بيك أب                                | 2850          | فقط الأنواع 460/461 وجي 63 6x6 (دبليو 463)                     |
| 6     | ستيشن واجون                           | 2850          | كلّ الأنواع                                                     |
| 7     | قابلة للتحويل مع زجاج أمامي قابل للطي | 2400          | الأنواع العسكريَّة فقط                                           |
| 8     | كود غير مستخدم                        | غير معروف     | غير متاح                                                       |
| 9     | كابينة الشاسيه                        | 3120          | فقط 460/461 والأنواع العسكرية                                  |
| 9,1   | كابينة الشاسيه                        | 3400          | فقط 460/461 / من الأنواع المهنيَّة والعسكرية                     |
| 10    | قابلة للتحويل مع زجاج أمامي قابل للطي | 2850          | الأنواع العسكريَّة فقط                                           |
| 11    | الشاسيه كابينة مزدوجة                 | 3120          | فقط 460/461 والأنواع العسكرية                                  |
| 11,1  | الشاسيه كابينة مزدوجة                 | 3400          | فقط 460/461 والأنواع العسكرية                                  |
| 11,2  | الشاسيه كابينة مزدوجة 6 × 6           | 3400          | فقط الأنواع العسكريَّة والخط الأخضر                              |

## المبيعات

### الولايات المتَّحدة
أطلقت مرسيدس-بنز طراز «جي 500» رسميًا في 2002، وحققت 3114 عملية بيع في ذلك العام. وأنخفضت إلى أقل من 1000 مركبة، وبحلول 2010 أرتفعت المبيعات لتتجاوز 3000 في 2014 وفي 2015 باعت 3616 مركبة،  وفي 2016 ارتفعت المبيعات إلى 3,950 في الولايات المتحدة. وإلى 4,188 في 2017.

## رياضة السيَّارات
في 1983 فازت «جي إي 280» معدلة خصيصًا بسباق باريس-داكار يقودها جاكي إيككس وكلود براسور.